# Kościół Najświętszego Serca Pana Jezusa w Warszawie
Kościół Najświętszego Serca Pana Jezusa – kościół parafii Najświętszego Serca Pana Jezusa w Warszawie, zbudowany w stylu nawiązującym do wczesnochrześcijańskiego i romańskiego.

## Historia
W 1927 roku właściciel okolicznego majątku Jakub Karol Hanneman ofiarował plac na wydmie przy dzisiejszej ulicy Bartoszyckiej pod budowę świątyni katolickiej. W 1930 roku stanął tu pierwszy drewniany kościółek, pod wezwaniem Najświętszego Serca Pana Jezusa należący do parafii w Józefowie. Tamtejszy proboszcz, ks. Mieczysław Królak, budowniczy kościółka, odprawiał tutaj  mszę w okresie od wiosny do jesieni. Dzięki staraniom mieszkańców Falenicy uzyskano zgodę na powstanie parafii,  którą erygowano 8 grudnia 1934 roku. Kościół poświęcił kardynał Aleksander Kakowski. Kościół murowany budowano  w latach 1950–1961 staraniem ks. Sylwestra Szulczyka. 
W latach 1971–1975 wykonano nowy wystrój wnętrza na zlecenie proboszcza ks. dr. Henryka Chudka.  W 1980 stanęła nowa dzwonnica dedykowana Janowi Pawłowi II. W 1990 roku ukończono budowę Domu Parafialnego w pobliżu kościoła, urządzono ogród, a w 1994 r. wyremontowano dach świątyni. W 2001 r. odmalowano wnętrze kościoła i na jego frontonie zainstalowano kolistą mozaikę.

## Wygląd

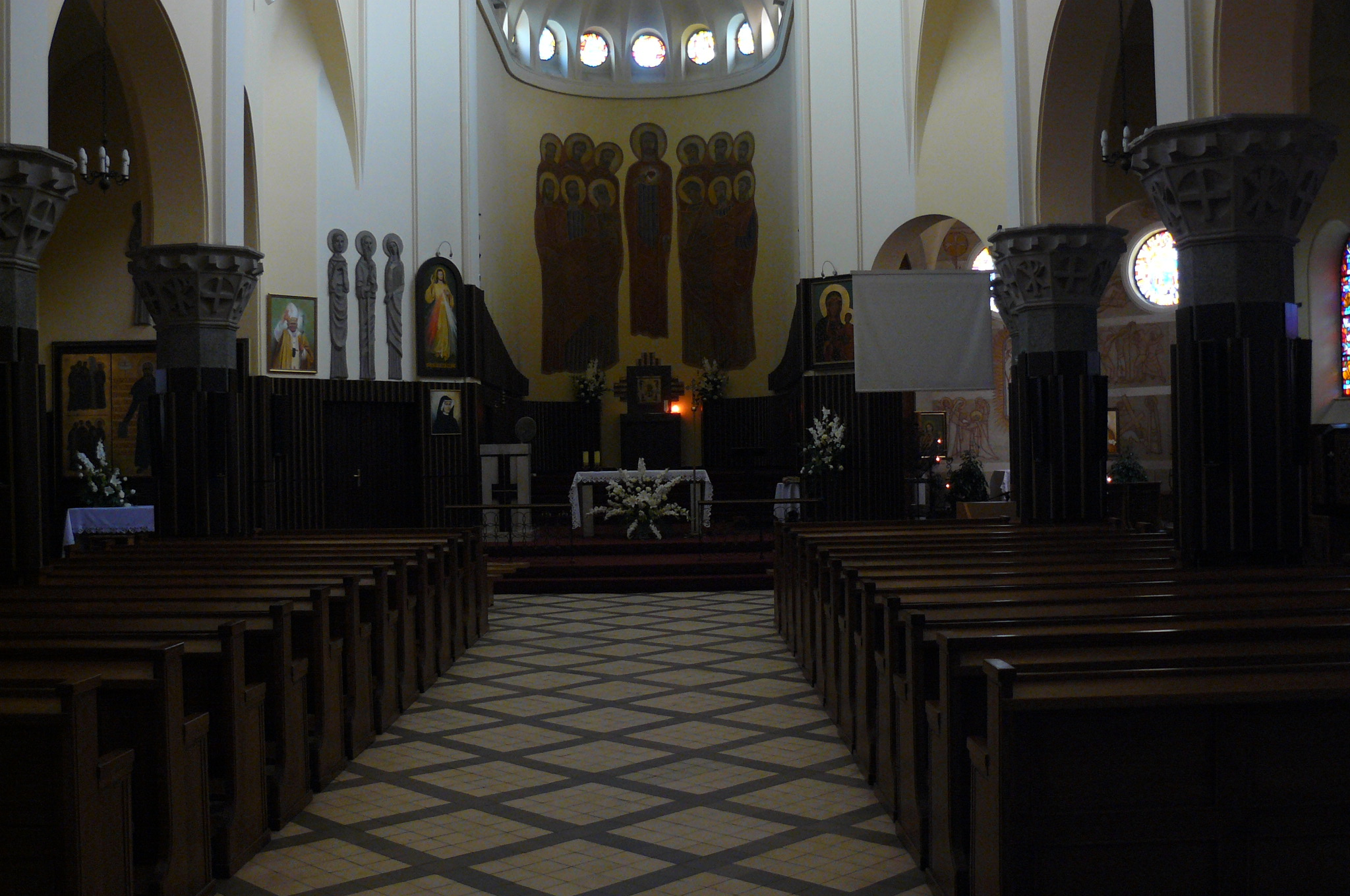
Wnętrze

Styl świątyni nawiązuje kościołów neoromańskich. Strop zdobią kasetony, a kolumny oddzielające nawę główną od bocznych nawiązują do kolumn romańskich, których pseudo-głowice ozdobione są naprzemiennie krzyżem greckim oraz krzyżem Konstantyna.  Wnętrze zdobią 47 witraże, mozaiki (scena chrztu Jezusa) oraz freski (Droga Krzyżowa, kaplica Matki Boskiej) autorstwa Zbigniewa Łoskota, w tym fresk w absydzie przedstawiający Jezusa otoczonego przez dwunastu apostołów.  Na chórze są 14-głosowe organy wykonane przez W. Biernackiego. Na zewnątrz wokół kościoła biegnie fryz arkadkowy. Widoczna na frontonie mozaika, tzw. wenecka, przedstawia postać Jezusa z gorejącym sercem. Została wykonana przez falenickiego artystę-witrażystę Pawła Przyrowskiego w 2001 r.  w stylu bizantyńskim.

## Tablice pamiątkowe
Na kościele umieszczono tablice pamiątkowe:
- w hołdzie żołnierzom 13. Kresowej Dywizji Piechoty ufundowana przez towarzyszy broni w 45. rocznicę bitwy pod Falenicą 19 września 1984,
- pamięci żołnierzy 3. Lubelskiego Dywizjonu Artylerii Konnej ufundowana przez towarzyszy broni w miejscu ostatniej bitwy dywizjonu (1971),
- ku czci żołnierzy Armii Krajowej Oddziału Bojowego Skryty Komendy Dywersji Okręgu Warszawa 1939-1944[2].